# ジャック・コンスタン
ジャック・コンスタン（Jacques Constant、1907年 - 1981年）は、フランスの脚本家、ダイアログ・ライター、映画監督。

## 経歴
ジャック・コンスタンは、おもに脚本家、ダイアログ・ライターとして映画界で20年の経歴を重ねた。
妻は女優のマリー・グローリーであった。

## フィルモグラフィ

### 脚本
- 1934年：不景気さよなら (La crise est finie) - 監督：ロバート・シオドマク
- 1935年：Ferdinand le noceur - 監督：ルネ・スティ (René Sti)
- 1935年：Dédé（プロダクションデザイナー） - 監督：ルネ・ ギッサール (René Guissart)
- 1936年：ジェニイの家 (Jenny) - 監督：マルセル・カルネ
- 1937年：望郷 (Pépé le Moko)（翻案、ダイアログ） - 監督：ジュリアン・デュヴィヴィエ
- 1937年：La Danseuse rouge - 監督：ジャン・ポール・ポーラン (Jean-Paul Paulin)
- 1937年：Sarati le terrible - 監督：アンドレ・ユーゴン (André Hugon)
- 1937年：Franco de port - 監督：ディミトリ・キルサノフ (Dimitri Kirsanoff)
- 1937年：'Claudine à l'école - 監督：セルジュ・ド・ポリニ (Serge de Poligny)
- 1938年：Chéri-Bibi - 監督：レオン・マト (Léon Mathot)
- 1938年：忘却の砂漠へ (S.O.S. Sahara) - 監督：ジャック・ド・バロンセリ (Jacques de Baroncelli)
- 1940年：Campement 13
- 1942年：Sinfonia Argentina
- 1951年：Demain nous divorçons
- 1953年：女性の敵 (Les Compagnes de la nuit) - 監督：ラルフ・ハビブ (Ralph Habib)
- 1953年：Leur dernière nuit （翻案） - 監督：ジョルジュ・ラコンブ (Georges Lacombe)
- 1956年：L'Homme et l'Enfant （シナリオ、ダイアログ） - 監督：ラウル・アンドレ (Raoul André)

### 監督
- 1940年：Campement 13
- 1942年：Sinfonia Argentina